# Nemosenecio
Nemosenecio là một chi thực vật có hoa trong họ Cúc (Asteraceae).

## Loài
Chi Nemosenecio gồm các loài: